# Kamarowa (przystanek kolejowy)
Kamarowa (biał. Камарова; ros. Комарово) – przystanek kolejowy w miejscowości Kamarowa, w rejonie sieneńskim, w obwodzie witebskim, na Białorusi. Położony jest na linii Orsza - Lepel.